# Eirik Ildahl
Eirik Ildahl (né le 19 juin 1957 à Hamar) est un écrivain et scénariste norvégien qui a écrit aussi bien des romans, des bandes dessinées ou des films policiers.
Il a écrit trois films sortis en salles en Norvège, dont Hodet over vannet (1993) qui a fait l'objet d'un remake américain avec Cameron Diaz en 1996, Petits meurtres entre nous.

## Distinction
- 1990 : Prix Sproing de la meilleure bande dessinée norvégienne pour Solruns saga t. 1 : Nattlys (avec Bjørn Ousland)